# Leichtathletik-Weltmeisterschaften 2001/4 × 100 m der Frauen

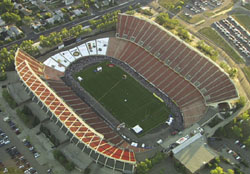
Das Commonwealth Stadium von Edmonton im Jahr 2005

Die 4-mal-100-Meter-Staffel der Frauen bei den Leichtathletik-Weltmeisterschaften 2001 wurde am 6. und 7. August 2001 im Commonwealth Stadium der kanadischen Stadt Edmonton ausgetragen.
Weltmeister wurde Deutschland in der Besetzung Melanie Paschke, Gabi Rockmeier, Birgit Rockmeier und Marion Wagner.

Den zweiten Platz belegte Frankreich (Sylviane Félix, Frédérique Bangué, Muriel Hurtis, Odiah Sidibé).

Bronze ging an Jamaika (Juliet Campbell (Finale), Merlene Frazer, Beverly McDonald und Astia Walker sowie der im Vorlauf außerdem eingesetzten Elva Goulbourne).
Auch die nur im Vorlauf für Jamaika eingesetzte Läuferin erhielt eine Bronzemedaille. Rekorde standen dagegen nur den tatsächlich laufenden Athletinnen zu.

## Bestehende Rekorde
| Weltrekord | 41,37 s | DDR (Silke Gladisch, Sabine Rieger, Ingrid Auerswald, Marlies Göhr) | Canberra, Australien           | 6. Oktober 1985 |
| WM-Rekord  | 41,47 s | USA (Chryste Gaines, Marion Jones, Inger Miller, Gail Devers)       | WM 1997 in Athen, Griechenland | 9. August 1997  |

Der bestehende WM-Rekord wurde bei diesen Weltmeisterschaften nicht eingestellt und nicht verbessert.
Dreimal wurden Weltjahresbestleistungen aufgestellt und es gab zwei neue Landesrekorde:
- Weltjahresbestleistungen:
  - 42,92 s – Deutschland (Melanie Paschke, Gabi Rockmeier, Birgit Rockmeier, Marion Wagner), 1. Vorlauf am 11. August
  - 42,49 s – Frankreich (Sylviane Félix, Frédérique Bangué, Muriel Hurtis, Odiah Sidibé), 2. Vorlauf am 11. August
  - 42,32 s – Deutschland (Melanie Paschke, Gabi Rockmeier, Birgit Rockmeier, Marion Wagner), Finale am 11. August
- Landesrekorde:
  - 43,89 s – Sri Lanka (Susanthika Jayasinghe, Anoma Sooriyaarachchi, Nimmi De Zoysa, Damayanthi Darsha), 1. Vorlauf am 11. August
  - 44,19 s – Belgien (Nancy Callaerts, Katleen De Caluwé, Élodie Ouédraogo, Kim Gevaert), 2. Vorlauf am 11. August

## Doping
Der US-amerikanischen Staffel, die ursprünglich Platz eins belegt hatte, wurde die Goldmedaille aberkannt, da zwei ihrer Mitglieder gedopt waren.
- Marion Jones – Die vielfache Medaillengewinnerin, Weltmeisterin und Olympiasiegerin gestand 2007 bei einer gerichtlichen Befragung, dass sie die Dopingermittler 2003 belogen habe, als sie die Einnahme verbotener Mittel abstritt. Sie verlor ihre Medaillen unter anderem von diesen Weltmeisterschaften und beendete ihre Karriere.[2]
- Kelli White – Ihr wurde bei einem Dopingtest im Jahr 2004 die verbotene Substanz Modafinil nachgewiesen. Zahlreiche Resultate, darunter auch die Ergebnisse von diesen Weltmeisterschaften wurden annulliert. Darüber hinaus gab es eine zweijährige Sperre, beginnend am 18. Mai 2004.[3]

Leidtragende waren in erster Linie drei Staffeln
- Deutschland – erhielt die Goldmedaille erst mit mehrjähriger Verspätung
- Jamaika – erhielt die Bronzemedaille erst mit mehrjähriger Verspätung und konnte nicht an der Siegerehrung teilnehmen
- Sri Lanka – hätte über die Zeitregel am Finale teilnehmen können

## Vorrunde
Die Vorrunde wurde in zwei Läufen durchgeführt. Die ersten drei Staffeln pro Lauf – hellblau unterlegt – sowie die darüber hinaus zwei zeitschnellsten Teams – hellgrün unterlegt – qualifizierten sich für das Finale.

### Vorlauf 1
11. August 2001, 14:35 Uhr
| Platz | Staffel        | Besetzung                                                                    | Zeit (s)                                        |
| ----- | -------------- | ---------------------------------------------------------------------------- | ----------------------------------------------- |
| 1     | Deutschland    | Melanie Paschke Gabi Rockmeier Birgit Rockmeier Marion Wagner                | 42,92 WL                                        |
| 2     | Nigeria        | Chioma Ajunwa Endurance Ojokolo Mercy Nku Mary Onyali                        | 43,04                                           |
| 3     | Jamaika        | Astia Walker Merlene Frazer Beverly McDonald Elva Goulbourne (Vorlauf)       | 43,09                                           |
| 4     | Griechenland   | Georgia Kokloni Effrosini Patsou Olga Kaidantzi Ekaterini Thanou             | 43,58                                           |
| 5     | Sri Lanka      | Susanthika Jayasinghe Anoma Sooriyaarachchi Nimmi De Zoysa Damayanthi Darsha | 43,89 NR eigentlich für das Finale qualifiziert |
| 6     | Elfenbeinküste | Marie Gnahoré Makaridja Sanganoko Amandine Allou Affoué Louise Ayétotché     | 44,05                                           |
| 7     | Kanada         | Tara Perry Erica Witter Esi Benyarku Martha Adusei                           | 44,11                                           |

### Vorlauf 2
11. August 2001, 14:44 Uhr
| Platz | Staffel        | Besetzung                                                                     | Zeit (s)                  |
| ----- | -------------- | ----------------------------------------------------------------------------- | ------------------------- |
| 1     | Frankreich     | Sylviane Félix Frédérique Bangué Muriel Hurtis Odiah Sidibé                   | 42,49 WL                  |
| 2     | Großbritannien | Marcia Richardson Sarah Wilhelmy Vernicha James Abiodun Oyepitan              | 43,08                     |
| 3     | Russland       | Natalja Ignatowa Irina Chabarowa Marina Kislowa Larissa Kruglowa              | 43,28                     |
| 4     | Belgien        | Nancy Callaerts Katleen De Caluwé Élodie Ouédraogo Kim Gevaert                | 44,19 NR                  |
| 5     | Usbekistan     | Anna Kazakova Goʻzal Xubbiyeva Ljudmila Dmitriadi Lyubov Perepelova           | 45,99                     |
| DOP   | USA            | Angela Williams (Vorlauf) Chryste Gaines Inger Miller Torri Edwards (Vorlauf) | für das Finale zugelassen |

## Finale
11. August 2001, 17:45 Uhr
| Platz | Staffel        | Besetzung | Zeit (s) |
| ----- | -------------- | --- | -------- |
| 1     | Deutschland    | Melanie Paschke Gabi Rockmeier Birgit Rockmeier Marion Wagner                                                             | 42,32 WL |
| 2     | Frankreich     | Sylviane Félix Frédérique Bangué Muriel Hurtis Odiah Sidibé                                                               | 42,39    |
| 3     | Jamaika        | Juliet Campbell (Finale) Merlene Frazer Beverly McDonald Astia Walker im Vorlauf außerdem: Elva Goulbourne                | 42,40    |
| 4     | Nigeria        | Chioma Ajunwa Endurance Ojokolo Mercy Nku Mary Onyali                                                                     | 42,52    |
| 5     | Großbritannien | Marcia Richardson Sarah Wilhelmy Vernicha James Abiodun Oyepitan                                                          | 42,60    |
| 6     | Griechenland   | Georgia Kokloni Effrosini Patsou Olga Kaidantzi Ekaterini Thanou                                                          | 43,25    |
| 7     | Russland       | Natalja Ignatowa Irina Chabarowa Marina Kislowa Larissa Kruglowa                                                          | 43,58    |
| DOP   | USA            | Kelli White (Finale) Chryste Gaines Inger Miller Marion Jones (Finale) im Vorlauf außerdem: Angela Williams Torri Edwards |          |